# راديوBIP
راديو BIP (بالفرنسية: Bisontine, Indépendante et Populaire)‏ هي محطة إذاعية FM فرنسية محلية وجمعوية, نشط في بيزنسون وبورغوني-فرانش كومته.تم إطلاقه لأول مرة كرراديو القراصنة من عام 1977 إلى عام 1978 ، وأعيد تأسيسه في عام 1981 وأصبح محطة إذاعية مجانية. بعد ثلاثة وأربعين عاما من وجودها ، لا تزال تتميز باستقلالها ، ورفض أي تمويل إعلاني ، ومكانة مهمة تقدم للأحزاب السياسية وكذلك للعالم الجمعوي. بالإضافة إلى أنشطتها التقليدية ، فقد تم تطويرها أيضا منذ عام 2015 على قنوات الفيديو والقنوات المكتوبة مع كيان ميديا 25 (بالفرنسية: média 25)‏. ومن خلال ذلك أصبح مؤخرا مرجعا للحر كات الاجتماعية والبديلة في المنطقة، حيث يغذي العديد من الملفات المهمة في هذا السجل.